# Platneptis
Platneptis is een geslacht van vliesvleugeligen uit de familie Pteromalidae. De wetenschappelijke naam van dit geslacht is voor het eerst geldig gepubliceerd in 1961 door Boucek.

## Soorten
Het geslacht Platneptis is monotypisch en omvat slechts de volgende soort:
- Platneptis laeta (Walker, 1848)